# Kinderpost (Zeitschrift)
Die Kinderpost wurde als eine österreichische Kinder- und Jugendzeitschrift von 1946 bis 1959 verlegt.
Mit der Nullnummer im Dezember 1945 und den Veröffentlichungen ab 1946 war die Kinderpost der Wegbereiter unter den österreichischen Kinderzeitschriften der Nachkriegszeit. Die bis 1949/50 vom Verlegerpaar Hans-Fred Handl und Gerda Handl herausgegebene Zeitschrift war Maßstab für die nachfolgend gegründeten Zeitschriften: Unsere Zeitung (KPÖ-nahe) und Wunderwelt. Der anfängliche Verkaufserfolg der Kinderpost reduzierte sich durch die Konkurrenz sehr bald. Zunächst konnte sich die Wunderwelt als renommiertes Magazin unter den österreichischen Kinderzeitschriften etablieren, dann, ab 1951, machte sich die vom deutschen Ehapa-Verlag herausgegebene Micky Maus ungeachtet aller Vorbehalte von Pädagogen als übermächtig werdende Alternative bemerkbar.